# 克朗代克科納 (新罕布什爾州)
克朗代克科納（英語：Klondike Corner）是位於美國新罕布什爾州希爾斯波羅縣的普查規定居民點。

## 人口
根據2020年美國人口普查的數據，克朗代克科納的面積為8.86平方千米，當中陸地面積為8.77平方千米，而水域面積為0.09平方千米。當地共有人口652人，而人口密度為每平方千米73.59人。